# 勒菲根杰
勒菲根杰（Rafiganj）是印度比哈尔邦Aurangabad县的一个城镇。总人口23889（2001年）。

## 人口
该地2001年总人口23889人，其中男性12531人，女性11358人；0—6岁人口4517人，其中男2394人，女2123人；识字率48.59%，其中男性为55.19%，女性为41.30%。